# Concierto para violonchelo

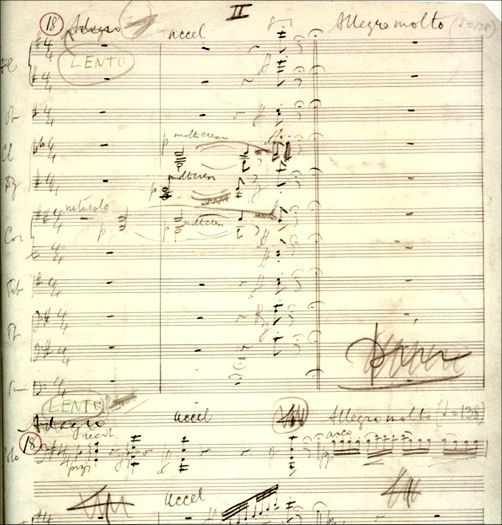
Página del manuscrito de Edward Elgar (1857-1934) para su Concierto para violonchelo.

Un concierto para violoncello (a veces llamado cello concerto por su traducción al inglés) es un concierto para violonchelo solo con acompañamiento de orquesta, u, ocasionalmente, pequeños grupos de instrumentos.

## Historia
Este tipo de obras ha sido escrita desde el Barroco, si no antes. Sin embargo, a diferencia del violín, el violonchelo tuvo que enfrentar la competencia de la viola da gamba, un instrumento más antiguo y sumamente establecido durante la Edad Media y el Renacimiento. Debido a esto, se escribieron muy pocos conciertos para violonchelo importantes antes del siglo XIX, a excepción de las composiciones de Vivaldi, C.P.E. Bach, Haydn y Boccherini. Su reconocimiento como instrumento solista vino recién durante el Romanticismo, con los conciertos de Schumann, Saint-Saëns y Dvořák. Desde entonces, los conciertos para violonchelo se han vuelto más y más frecuentes. Los compositores del siglo XX han hecho del violonchelo un instrumento solista estándar, junto a los convencionales piano y violín.
Dentro de los más notables conciertos de la primera mitad del siglo están los de Elgar, Prokófiev, Barber y Hindemith. La mayoría de los compositores posteriores a la Segunda Guerra Mundial (Shostakóvich, Ligeti, Britten, Lutoslawski y Penderecki, entre otros) han escrito al menos uno.

## Registro
Una consideración especial que los compositores deben tener al componer para violonchelo (al igual que con otros instrumentos de registro grave) es la proyección del sonido. A diferencia de instrumentos como el violín, cuyo registro agudo le permite proyectarse fácilmente sobre la orquesta, las notas graves del violonchelo pueden perderse fácilmente cuando se está tocando junto a otros instrumentos. Por lo anterior, los compositores han debido disminuir deliberadamente los pasajes orquestales cuando el violonchelo solista está tocando en el registro grave.

## Lista parcial de conciertos para violonchelo
A continuación se encuentran los conciertos más representativos del repertorio para violonchelo solista. Para ver más, ir a Obras para violonchelo.

### Barroco
- Antonio Vivaldi (1678-1741)
  - Conciertos para chelo,
  - orquesta y bajo continuo:
  - RV 398 en do mayor
  - RV 399 en do mayor
  - RV 400 en do mayor
  - RV 401 en do menor
  - RV 402 en do menor
  - RV 403 en re mayor
  - RV 404 en re mayor
  - RV 405 en re menor
  - RV 406 en re menor
  - RV 407 en re menor
  - RV 408 en mi bemol mayor
  - RV 409 en mi menor (para violonchelo y fagot)
  - RV 410 en fa mayor
  - RV 411 en fa mayor
  - RV 412 en fa mayor
  - RV 413 en sol mayor
  - RV 414 en sol mayor
  - RV 415 en sol mayor
  - RV 416 en sol menor
  - RV 417 en sol menor
  - RV 418 en la menor
  - RV 419 en la menor
  - RV 420 en la menor
  - RV 421 en la menor
  - RV 422 en la menor
  - RV 423 en si bemol mayor
  - RV 424 en si menor
  - Concierto para dos violonchelos y orquesta, RV 531 en sol menor

- Giuseppe Tartini (1692 – 1770)
  - Concierto para violonchelo en la mayor
  - Concierto para violonchelo en re mayor

### Clasicismo
- Carl Philpp Emanuel Bach (1714-1788)
  - Concierto para violonchelo en la mayor
  - Concierto para violonchelo en la menor
  - Concierto para violonchelo en si bemol mayor

- Georg Matthias Monn (1717 - 1750)
  - Concierto para violonchelo en sol menor

- Joseph Haydn (1732-1809)
  - Concierto para violonchelo N.º 1 en do mayor
  - Concierto para violonchelo N.º 2 en re mayor

- Carl Stamitz (1745-1801)
  - Concierto para violonchelo N.º 1 en sol mayor
  - Concierto para violonchelo N.º 2 en la mayor
  - Concierto para violonchelo N.º 3 en do mayor

- Luigi Boccherini (1743-1805)
  - Concierto n.º 1 en mi bemol mayor, G. 474
  - Concierto n.º 2 en la mayor, G. 475
  - Concierto n.º 3 en re mayor, G. 476
  - Concierto n.º 4 en do mayor, G. 477
  - Concierto n.º 5 en re mayor, G. 478
  - Concierto n.º 6 en re mayor, G. 479
  - Concierto n.º 7 en sol mayor, G. 480
  - Concierto n.º 8 en do mayor, G. 481
  - Concierto n.º 9 en si bemol mayor, G. 482
  - Concierto n.º 10 en re mayor, G. 483
  - Concierto n.º 11 en do mayor, G. 573

- Ludwig van Beethoven (1770-1827)
  - Triple concierto para piano, violín y violonchelo en do mayor, Op. 56

### Romanticismo
- Robert Schumann (1810-1856)
  - Concierto para violonchelo en la menor, Op. 129 (1850)

- Édouard Lalo (1823-1892)
  - Concierto para violonchelo en re menor (1876)

- Johannes Brahms (1833-1897)
  - Doble concierto en la menor para violín y violonchelo, Op. 102 (1887)

- Camille Saint-Saëns (1835-1921)
  - Concierto para violonchelo N.º 1 en la menor, Op. 33 (1872)
  - Concierto para violonchelo N.º 2 en re menor, Op. 119 (1902)

- Piotr Ilich Chaikovski (1840-1893)
  - Variaciones sobre un tema rococó para violonchelo y orquesta, Op. 33 (1876)

- David Popper (1843-1913)
  - Concierto para violonchelo n.º 1 en re menor, Op. 8 (1861)
  - Concierto para violonchelo n.º 2 en mi menor, Op. 24 (1880)
  - Concierto para violonchelo n.º 3 en sol mayor, Op. 59, en un movimiento
  - Concierto para violoncheloNo. 4 en si menor, Op. 72, en cuatro movimientos
  - Concierto para violonchelo n.º 5 "en el estilo de Haydn"

- Antonín Dvořák (1841-1904)
  - Concierto para violonchelo n.º 1 en la mayor, Op. póstumo (1865)
  - Concierto para violonchelo n.º 2 en si menor, Op. 104 (1894-1895)

- Richard Strauss (1864-1949)
  -  Don Quijote, poema sinfónico para violonchelo, viola y orquesta, Op. 35 (1897)

### Siglo XX
- Alberto Ginastera  (1916-1983)
  - Concierto para violonchelo N.º 1, Op. 36 (1968)
  - Concierto para violonchelo N.º 2, Op. 50 (1980-1981)

- Pedro Humberto Allende (1885-1959)
  - Concierto sinfónico para Violonchelo y Orquesta (1914)

- Ricardo Castro Herrera (1864-1907)
  - Concierto para violonchelo y orquesta en do menor (1903)

- Max Bruch (1838-1920)
  - Kol Nidrei, Op. 47, para violonchelo y orquesta.

- Edward Elgar (1857-1934)
  - Concierto para violonchelo y orquesta en mi menor, Op. 85 (1919)

- Ernest Bloch (1880-1959)
  - Schelomo, rapsodia hebrea para violonchelo y orquesta

- Nikolái Miaskovski  (1881-1950)
  - Concierto para violonchelo en do menor, Op. 66 (1944)

- Heitor Villa-Lobos  (1887-1959)
  - Concierto para violonchelo N.º 1
  - Concierto para violonchelo N.º 2

- Serguéi Prokófiev (1891-1953)
  - Concierto para violonchelo, Op. 59 (1938)
  - Sinfonía concertante en mi menor para violonchelo y orquesta, Op. 125 (1951)
  - Concertino para violonchelo en sol menor, Op. 132

- Arthur Honegger  (1892-1955)
  - Concierto para violonchelo (1934)

- Paul Hindemith (1895-1963)
  - Concierto para violonchelo en mi bemol mayor, Op. 3 (1916)
  - Kammermusik n.º 3 para violonchelo y diez instrumentos, Op. 36/2 (1925)
  - Concierto para violonchelo en sol (1940)

- Gaspar Cassadó (1897-1966)
  - Concierto para violonchelo en do menor (1926)

- William Walton (1902-1983)
  - Concierto para violonchelo y orquesta (1956)

- Aram Jachaturián (1903-1978)
  - Concierto para violonchelo en mi menor (1946)
  - Concerto-Rapsodia en re menor (1963)

- Dmitri Kabalevski (1904-1987)
  - Concierto para violonchelo N.º 1 en sol menor, Op. 49 (1949)
  - Concierto para violonchelo N.º 2 en do menor, Op. 77 (1964)

- Dmitri Shostakóvich (1906-1975)
  - Concierto para violonchelo N.º 1 en mi bemol mayor, Op. 107 (1959)
  - Concierto para violonchelo N.º 2 en sol, Op. 126 (1966)

- Samuel Barber (1910-1981)
  - Concierto para violonchelo, Op. 22 (1945)

- Benjamin Britten (1913-1976)
  - Sinfonía para violonchelo (1963)

- Witold Lutosławski (1913-1994)
  - Concierto para violonchelo y orquesta (1969-1970)

- György Ligeti (1923-2006)
  - Concierto para violonchelo y orquesta (1966)

- Krzysztof Penderecki (1933-2020)
  - Concierto para violonchelo N.º 1 (1972)
  - Concierto para violonchelo N.º 2 (1982)

- Alfred Schnittke (1934-1998)
  - Concierto n.º 1 para violonchelo y orquesta (1985/1986)
  - Concierto n.º 2 para violonchelo y orquesta (1990)